# Caecum varanoi
Caecum varanoi is een slakkensoort uit de familie van de Caecidae. De wetenschappelijke naam van de soort is voor het eerst geldig gepubliceerd in 2008 door Pizzini, Nofroni & Bonfitto.